# Nationalversammlung (Elfenbeinküste)
Die Nationalversammlung der Elfenbeinküste (Assemblée nationale) ist das Unterhaus im Zweikammersystem der Elfenbeinküste.
In der Nationalversammlung werden 255 Abgeordnete für jeweils fünf Jahre gewählt.

## Wahlen
Parlamentswahlen fanden am 10. Dezember 2000 und 14. Januar 2001 statt. Während des Bürgerkrieges in der Elfenbeinküste ab September 2002 fanden keine weiteren Wahlen statt. Die Präsidentschaftswahl 2010 lösten eine schwere Regierungskrise in der Elfenbeinküste 2010/2011 aus.
Das Ergebnis der Parlamentswahl am 11. Dezember 2011:

Ergebnis der Parlamentswahl 2011:
Rassemblement des Républicains (RDR): 127 Sitze
Parti Démocratique de Côte d’Ivoire (PDCI): 76 Sitze
Union pour la démocratie et la paix en Côte d’Ivoire (UDPCI): 7 Sitze
Rassemblement des Houphouëtistes pour la Démocratie et la Paix (RHDP): 4 Sitze
Movement of the Forces of the Future: 3 Sitze
Union for Côte d’Ivoire: 1 Sitz
Parteilose: 35 Sitze

Die bisher letzte Parlamentswahl fand am 18. Dezember 2016 statt.

## Sitz
Die Nationalversammlung befand sich lange in Abidjan. In der Hauptstadt Yamoussoukro wurde ein neues Parlamentsgebäude errichtet und im April 2001 fand hier erstmals eine Parlamentssitzung statt.

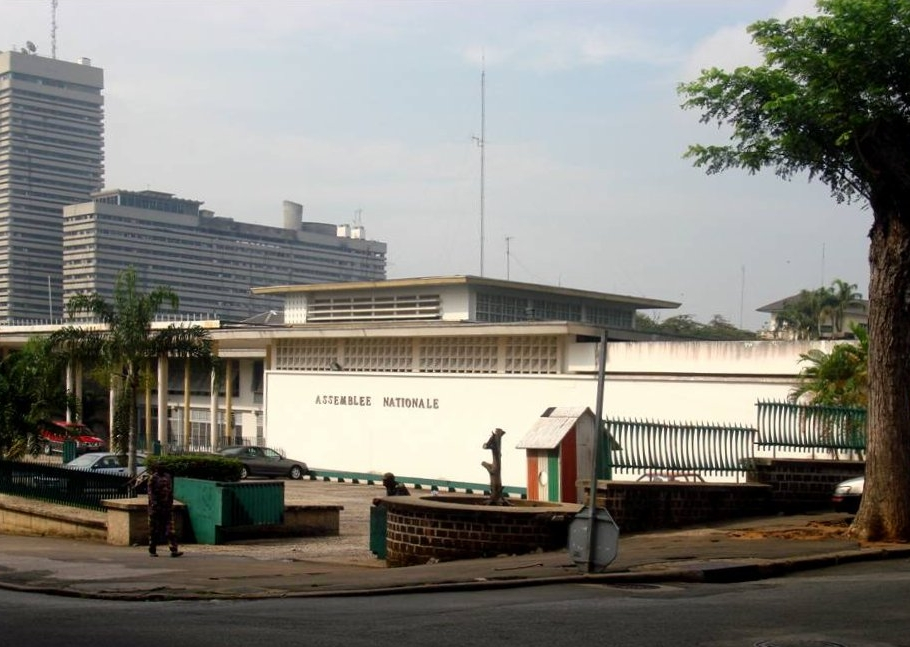
Altes Gebäude der Nationalversammlung in Abidjan.